# Соловйово (Великоустюзький район)
Соловйо́во (рос. Соловьёво) — присілок у складі Великоустюзького району Вологодської області, Росія. Входить до складу Мардензького сільського поселення.

## Населення
Населення — 11 осіб (2010; 13 у 2002).
Національний склад (станом на 2002 рік):
- росіяни — 100 %